# Ilo della milza
L'ilo della milza è una posizione sulla superficie della milza.
È il punto di attacco per il legamento gastrosplenico, e il punto di inserimento per l'arteria splenica e la vena splenica.